# Eva Mozes Kor
Eva Mozes Kor (Port (Roemenië), 31 januari 1934 – Krakau (Polen), 4 juli 2019) was een Amerikaans-Roemeense holocaustoverlevende. Zij is vooral bekend omdat zij pleitte voor vergevingsgezindheid richting de nazi's.

## Levensloop
Mozes Kor werd geboren in Roemenië als de dochter van Alexander en Jaffa Mozes, boeren en de enige joodse inwoners in de streek. Zij had drie zussen, waaronder haar tweelingzus Miriam. In 1940 werd haar woonplaats bezet door Hongaarse troepen.
Aanvankelijk viel het mee met de Jodenvervolging in Roemenië, maar in 1944 werd de familie overgebracht naar het getto in Șimleu Silvaniei. Er waren onvoldoende woningen, waardoor de familie zelf met doeken een tent maakte. Een paar weken later werd het gezin gedeporteerd naar Auschwitz. Daar werden Mozes' ouders en haar zussen Edit en Aliz direct overgebracht naar de gaskamers, maar zij werd samen met haar tweelingzus Miriam geselecteerd voor de medische experimenten die onder leiding van Josef Mengele werden verricht. Zo'n vijftienhonderd tweelingen ondergingen dit lot. De zussen Mozes werden zes tot acht uur opgesloten in een koude ruimte, waarna hun temperatuur werd opgenomen. Ook kregen ze meerdere injecties met onbekende substantie. Mozes Kor werd ernstig ziek, maar leefde nog toen de Russen het kamp op 12 januari 1945 bevrijdde, evenals haar zus.
In eerste instantie werden de zussen overgebracht naar Katowice. Een vriendin van hun moeder bracht hen terug naar Roemenië, waar ze de jaren daarna opgroeiden bij een tante. In 1950 kregen Miriam en Eva toestemming naar Israël te emigreren. Mozes Kor studeerde aan de landbouwschool, werd verpleegkundige en klom op tot de rang van sergeant in het Israëlische leger.
Mozes trouwde in 1960 met de Amerikaan Michael Kor, ook een Holocaustoverlevende, en vertrok naar de Verenigde Staten. Mozes Kor had als gevolg van de op haar verrichte experimenten verschillende miskramen. Toen zij toch een kind kreeg bleek ze tevens kanker te hebben. Zij stond een van haar nieren af aan haar zus Miriam.
Nadat de NBC in 1978 de miniserie Holocaust had uitgezonden, begonnen beide zussen met het opsporen van kinderen die ook het slachtoffer waren van medische experimenten in Auschwitz. In 1984 werd een organisatie voor de overlevenden opgericht met de naam CANDLES. Mozes Kor gaf veel lezingen over haar oorlogsverleden en reisde jaarlijks af naar Auschwitz. Zij was te zien in verschillende documentaires over de holocaust.
Kor Mozes kwam voor zichzelf tot het besef dat het voor innerlijk herstel belangrijk was om de nazi's te vergeven. Dit was een belangrijke boodschap die zij uitdroeg, iets wat haar niet door iedereen in dank werd afgenomen. In april 2015 reisde zij naar Duitsland om te getuigen in het proces tegen Oskar Gröning, alias de boekhouder van Auschwitz. Zij gaf hem daarbij een knuffel en bedankte hem dat hij wilde vertellen over zijn ervaringen in Auschwitz.
Kor Mozes overleed op 4 juli 2019 in het Poolse Krakau. Zij was daar met een CANDLES-groep om een bezoek te brengen aan Auschwitz.